# Лебедев, Владимир Тимофеевич
Владимир Тимофеевич Лебедев (1861—1916) — российский генерал-майор, военный писатель, герой Первой мировой войны.

## Биография
Родился 6 марта 1863 года. Православный. Образование получил в 1-м кадетском корпусе из которого выпущен 31 августа 1884 года и далее был зачислен в 1-е военное Павловское училище. 14 августа 1884 года выпущен в 14-й стрелковый батальон с прикомандированием к лейб-гвардии Павловскому полку. Далее был переведён в лейб-гвардии Гренадерский полк с чином подпоручика гвардии (старшинство в чине установлено с 11 августа 1886 года). 11 августа 1890 года произведён в поручики, 6 мая 1900 года — в штабс-капитаны. Прошёл три курса в Николаевской академии Генерального штаба, выпущен по 2-му разряду. С 1901 года был капитаном (старшинство установлено с 6 мая). В лейб-гвардии Гренадерском полку на протяжении более чем 9 лет командовал ротой и полгода батальоном. 6 декабря 1910 года произведён в полковники.
К началу Первой мировой войны по-прежнему служил в лейб-гвардии Гренадерском полку. 21 марта 1915 года назначен командиром 162-го пехотного Ахалцыхского полка. Погиб 27 августа 1916 года в бою у деревни Загуже-Конкольницка в Карпатах, из списков исключён 9 сентября. 21 октября 1916 года посмертно произведён в генерал-майоры.
Высочайшим приказом от 26 января 1917 года Лебедев был награждён орденом Св. Георгия 4-й степени:
За то, что, будучи в чине полковника, командуя полком с дивизионом артиллерии 27 мая 1916 года у д. Требуховце, находясь в сфере сильного артиллерийского, пулемётного и ружейного огня противника, лично руководя вверенными ему частями, овладел сильно укреплённой позицией периятеля, вышел во фланг и тыл противника, занимавшего укреплённую позицию против соседних двух полков, чем облегчил атаку соседей, захватив при этом в плен 62 офицера, 1320 нижних чинов и 1 пулемёт.
Приказом по армии и флоту от 10 апреля 1917 года посмертно награждён Георгиевским оружием).

## Литературная деятельность
Лебедев был известен как военный теоретик и штабист. Большую известность получила его работа «В Индию!», где он тщательнейшим образом изучил как возможные пути подхода к британским владениям в Индии, так и возможные операционные пути. Также в этой книге он вступил в заочную полемику с британским генералом Ч. М. Макгрегором, напечатавшим книгу «Оборона Индии», где рассматривались возможные способы противостояния русской армии, предположительно вторгшейся в Индию. Другая его работа «Тактическое ротное ученье (наступательный бой) по опыту Русско-японской войны» выдержала 5 изданий.
Всего у Лебедева вышло четыре отдельные книги и несколько статей в военной периодике.
- Вероятные операционные линии в случае войны Франко-русского союза с Германо-австро-итальянским. — СПб.: экон. типо-лит., 1896.
- «В Индию!»: Военно-статистический и стратегический очерк: Проект будущего похода. — СПб.: тип. А. А. Пороховщикова, 1898.
- Германия в военном отношении: (Вооружённые силы. Театр войны на восточном фронте): Сообщ. в офицер. кругу. — СПб.: тип. Э. Л. Пороховщиковой, 1904.
- Тактическое ротное ученье (наступательный бой) по опыту Русско-японской войны. — 5-е изд., испр. и доп. — СПб.: В. Березовский, 1908.

## Награды
Среди прочих наград Лебедев имел ордена:
- Орден Святого Станислав 3-й степени (1906)
- Орден Святой Анны 3-й степени (1910, мечи и бант к этому ордену пожалованы 30 апреля 1915 года)
- Орден Святого Станислава 2-й степени (1912, мечи к этому ордену пожалованы 8 апреля 1915 года)
- Орден Святого Владимира 4-й степени с мечами и бантом (10 ноября 1914 года)
- Орден Святой Анны 2-й степени с мечами (4 марта 1915 года)
- Орден Святого Владимира 3-й степени с мечами (3 августа 1915 года)
- Орден Святого Георгия 4-й степени (26 января 1917 года)
- Георгиевское оружие (10 апреля 1917 года).